# Carlos Juan Finlay
Carlos Juan Finlay de Barres (Camagüey, 3 de dezembro de 1833 — Havana, 19 de agosto de 1915) foi um médico e cientista cubano. Finlay descobriu em 1881 que mosquitos transmitem a febre amarela. Em 1882, identificou o gênero Aedes como agente transmissor. A teoria de Finlay foi confirmado só vinte anos depois por uma comissão liderada pelo médico estadunidense Walter Reed, em 1900.